# فوتبول ليكس
فوتبول ليكس (بالإنجليزية: Football Leaks)‏ يُعد أكبر موقع للتسريبات في تاريخ الرياضة، حيث يكشف عن معاملات مالية «غامضة» في عالم كرة القدم الإحترافية الأوروبية، ويكشف عن الحيل الضريبية التي يستخدمها بعض أكبر نجوم القارة. بدأت بسلسلة من التحقيقات نُشرت في ديسمبر 2016 ونوفمبر 2018 من قبل شركاء الإعلام في التعاون الاستقصائي الأوروبي (EIC)، مثل دير شبيغل، ميديا بارت، إل موندو، اكسبرسو، فالتير، لاسبريسو، ولو سوار.
في البداية، كان موقع فوتبول ليكس عبارة عن موقع إلكتروني يحتوي على معلومات سرية عن لاعبي كرة القدم البارزين والأندية.
روي بينتو، مؤسس فوتبول ليكس، تم اعتقاله في بودابست، المجر، في 16 يناير 2019 بناء على طلب من السلطات البرتغالية للاشتباه بمحاولة ابتزاز مشروطة، وانتهاك السرية والوصول بشكل غير قانوني إلى المعلومات. تم تسليمه إلى البرتغال ووجهت إليه 147 جريمة من قبل النيابة العامة.

## وصلات خارجية
- الموقع الرسمي على ووردبريس (الموقع الرسمي)
- فوتبول ليكس في التعاون الاستقصائي الأوروبي (EIC)